# Vladimir Aleksandrovič Nazarov
Vladimir Aleksandrovič Nazarov (Irkutsk, 7 dicembre 1922 – 16 ottobre 2001) è stato un regista sovietico.

## Filmografia parziale

### Regista
- Chozjain tajgi (1968)
- O druz'jach-tovariščach (1970)
- Propaža svidetelja (1971)